# Тодор Кантарджиев
Тодор Димитров Кантарджиев е български офицер, генерал-лейтенант от пехотата, командир на Сборната дивизия през Първата световна война (1915 – 1918).

## Биография
Тодор Кантарджиев е роден на 10 февруари 1861 г. в Самоков. На 20 юни 1878 г. постъпва на военна служба. През 1884 г. завършва Военното училище в София, на 30 август е произведен в чин подпоручик и е зачислен в 1-ва пехотна софийска дружина.

### Сръбско-българска война (1885)
През Сръбско-българската война (1885) подпоручик Кандарджиев командва 14-а рота от 1-ви пехотен софийски полк. С полка си участва в Сливнишкото отбранително сражение и в сражението при Пирот. След войната е награден с орден „За храброст“ IV степен 2-ри клас.
На 30 август 1886 г. е произведен в чин поручик. Командва рота от 1-ви пехотен софийски полк. По-късно командва 16-и пехотен полк. През 1889 г. е произведен в чин капитан. През 1893 г. години по-късно завършва Военната академия в Белгия. След завръщането си в България, през 1894 г. е произведен в чин майор, а през 1899 г. в чин подполковник. През 1901 г. е назначен за командир на 16-и пехотен ловчанкси полк, на която длъжност е до 1904 година. Заема длъжността началник на щаба на 1-ва дивизия, след това е преподавател във военното училище.
Военната кариера на Тодор Кантарджиев продължава – на 2 август 1903 г. е произведен в чин полковник. През 1904 г. командва 1-ва бригада от 9-а пехотна плевенска дивизия, а от 1909 г. командва 2-ра бригада от 2-ра пехотна тракийска дивизия.

### Балкански войни (1912 – 1913)
През Балканските войни (1912 – 1913) полковник Тодор Кантарджиев командва 1-ва бригада от 6-а пехотна бдинска дивизия, с която участва в Люлебургазко-Бунархисарската и Чаталджанската операция.
През Междусъюзническата война (1913) се сражава на Македонския военен театър – при Струмица, Пехчево и връх Руен.
След войната полковник Кантарджиев командва 5-а пехотна дивизия (1913 – 1914), след което на 14 февруари 1914 г. е произведен в чин генерал-майор и през юли същата година преминава в запаса.

### Първа световна война (1915 – 1918)
В началото на Първата световна война (1915 – 1918) генерал-майор Кантарджиев е отново мобилизиран. През септември 1915 г. е назначен за началник на тиловото управление на Трета българска армия. През пролетта на 1916г. той става началник на Варненския укрепен пункт. Поема защитата на Варна и района около нея от руската военноморска агресия.
На 27 август 1916 г. Румъния обявява война на Австро-Унгария, от своя страна България, като съюзник, обявява война на Румъния на 1 септември 1916 г. С частите, които ръководи, генерал-майор Кантарджиев формира дясното крило на 3-та армия - подвижен резерв на Варненския укрепен пункт, което по-късно става основа на новосформираната Сборна дивизия. Под неговото командване дивизията води военни бойни действия в Добруджа при устието на р. Дунав. Прославя се с освобождаването на Добрич от румънската окупация. Toй е освободителят на Добрич на 4 септември 1916г. Тогава влиза след победоносни сражения срещу румънците начело на войските от подвижния резерв на Варненския укрепен пункт. Воюва успешно и срещу руските войски. От 5 до 7 септември 1916г. участва в Добричката епопея и дава своя принос за разгрома на руско-румънско-сръбските войски. Още първия ден на Добричката епопея тъкмо войските под негово командване, защитаващи Добрич разгромяват руските пехотни и кавалерийски атаки.  
На 14 септември 1916г. той е ранен в боя срещу руските войски при село Каралий. Евакуиран е в тила. Претърпява успешна операция във Варна. През октомври 1916г. се връща на фронта в Добруджа като отново поема командването на Сборната дивизия. Участник в битката при Кубадин. До края на 1916г. воюва успешно почти само срещу руски войски.
През зимата на 1917г. след освобождението на цяла Добруджа се прехвърля в Румъния и действа отново срещу руските войски на Серетския фронт. В боеве предимно с позиционен характер, продължили до есента на 1917г. дивизията му разгромява отново руските войски на фронта при река Серет. На 15 август същата година Кантарджиев е произведен в чин генерал-лейтенант.
През есента на 1917 г., частите на генерал-майор Кантарджиев са дислоцирани на Македонския фронт. Там той воюва срещу френски войски и достига чак до река Шкумба в Албания. Сборната дивизия е наречена още ,,Охридска'', защото защитава българския град Охрид успешно до края на войната. След пробива при Добро поле дивизията му започва отстъпление в Западна Македония. През октомври 1918г. преминава отново в запаса.
Умира на 25 януари 1945г. в София.

## Военни звания
- Редник (1878)
- Ефрейтор (1878)
- Подофицер (1879)
- Старши подофицер (1879)
- Фелдфебел (1879)
- Подпоручик (30 август 1884)
- Поручик (30 август 1886)
- Капитан (1889)
- Майор (1894)
- Подполковник (1899)
- Полковник (2 август 1903)
- Генерал-майор (14 февруари 1914)
- Генерал-лейтенант (15 август 1917)

## Награди
- Военен орден „За храброст“ IV степен 2-ри клас
- Военен орден „За храброст“ III степен 1 клас (Първа световна война)
- Железен кръст II клас (Първа световна война)
- Железен кръст I клас (Първа световна война)
- Орден „За военни заслуги“ II клас с военна декорация, Австро-Унгария (Първа световна война)
- Орден „Ликят“, Османска империя (Първа световна война)
- Орден „Железен полумесец“, Османска империя (Първа световна война)
- Княжески орден „Св. Александър“ III степен с мечове и IV степен без мечове
- Народен орден „За военна заслуга“ III степен с военни отличия
- Народен орден „За военна заслуга“ I степен с военни отличия
- Медал „За бойни заслуги“, Османска империя (11 май 1917)[3]

## Родство
- Баща на водача на Ратниците професор Асен Кантарджиев.
- Тъст на началника на жандармерията генерал Никола Станимиров.